# Johan Ståhlberg
Johan Nikolaus Ståhlberg, född 1779 i Stockholm, död 15 juni 1845 i Stockholm, var en svensk ämbetsmålare, husgerådskammarbetjänt och målare.
Han var son till en skomakare och gift med Catharina Ekholm och morfar till Carl Olof Larsson. Ståhlberg var anställd som ämbetsmålare vid Stockholms slott men han var troligen även verksam vid andra som disponerades av den kungliga familjen. Vid renoveringsarbeten på Arvfurstens palats på 1950-talet uppdagades hans signatur vid en målning. Hans huvudsysselsättning vid slottet var enklare hantverksmålning men vid lägliga tillfällen stal han sig tid att kopierings måla gamla holländska mästares tavlor som fanns i Oskar I:s galleri. Dottersonen Carl Larsson som i sin barndom fick sina första konstintryck av sin morfars arbeten berättar att bostaden var klädd från golv till tak med morfaderns grovt hantverksfärgs målade tavlor. 